# 麥基諾縣
麥基諾县（英語：Mackinac County）是美国密西根上半島東部的一個縣，西臨密歇根湖，東臨休伦湖，面積5,440平方公里。根據2020年美國人口普查，共有人口11,943人。縣治圣伊尼亚斯（St. Ignace）。該縣成立於1818年10月26日；原名米奇利麥基諾郡（Michilimackinac County），1843年3月8日改用現名。縣名是印第安語詞彙「鼈」的意思。